# Dadić
Dadić je hrvatsko prezime,
- Ivona Dadić (u. 1993.), austrijska atletičarka hrvatskoga podrijetla
- Leo Dadić (u. 1936.), bivši hrvatski nogometaš
- Zdravko Dadić (u. 1966.), hrvatski katolički svećenik iz Bosne i Hercegovine
- Žarko Dadić (u. 1930.), hrvatski matematičar i povjesničar znanosti i akademik